# Nie, nie
Nie, nie – utwór polskiego rapera Otsochodzi, wydany w listopadzie 2017 roku, pochodzący z albumu Nowy kolor. Tekst utworu został napisany przez Miłosza Stępienia.
Nagranie uzyskało status diamentowej płyty (2021). Utwór zdobył ponad 96 milionów wyświetleń w serwisie YouTube (2023) oraz ponad 26 milionów odsłuchań w serwisie Spotify (2023).
Producentem utworu jest Milo Beats. Za mix/mastering utworu odpowiada Jan Kwapis.

## Twórcy
- Otsochodzi – słowa[1][2]
- Milo Beats – producent[1]
- Jan Kwapis – mix/mastering[1]